# Spelebos
Spelebos is een Nederlands speelgoedmuseum in Best. Het museum biedt een collectie speelgoed en spellen van vroeger, die tot leven komen door licht, geluid en beweging. In de collectie bevinden zich onder andere loopauto's, Barbies, robots, modeltreinen en diverse bordspellen.
Het museum bevindt zich op het Museumpark Best en is in 2012 gerealiseerd. Het moest echter na twee weken op last van de gemeente weer sluiten omdat er geen vergunning was en het gebouw niet aan de brandveiligheidseisen voldeed. Na aanpassingen kon het museum alsnog open.